# Оранський Юрій Миколайович
Ора́нський Ю́рій Микола́йович (прізвище при народженні — Плевако; 30 січня 1917 , Харків  — 27 листопада 2008 , Філадельфія, Пенсільванія ) — український та американський диригент, музикознавець та музичний педагог.

## Життєпис
Народився 30 січня 1917 року в Харкові у сім'ї українського літературознавця Миколи Плевака.
У 1943 році закінчив Харківську концерваторію (клас Семена Богатирьова). Був хормейстером і диригентом у театрах Харкова (1942–43), Києва (1943), Коломиї (1943–44), Дрогобича (1944).
У 1944 році виїхав до Німеччини. Навчався у Фрайбурзькій вищій школі музики у 1945–49 роках.
У 1949 році виїхав до Сполучених Штатів Америки. У 1964–74 роках керував оперним ансамблем, в 1964–90 — школою при Українському музичному інституті у Філадельфії, заснував хоровий ансамбль «Кобзар». Займався педагогічною діяльністю, викладав на семінарі диригентів у Анкастері (1977) й Торонто (1978) в Канаді.
У 1992 році диригент приїздив в Україну, побував у Львові, Харкові, Києві.
Помер 27 грудня 2008 року у Філадельфії, похований на цвинтарі святого Андрія у Саут-Баунд-Брук.

## Творча діяльність
Юрій Оранський займався редагуванням, аранжуванням та оркеструванням творів український композиторів. Гастролював США й Канадою з оперними виставами та камерними і симфонічними концертами.
Диригент співпрацював із Миколою Фоменком та Василем Овчаренком, здійснював прем'єри їхніх творів. Диригував американською прем'єрою опери «Пан Коцький» Миколи Лисенка (1965), прем'єрами опери «Лис Микита» Василя Овчаренка (1970) та музичної комедії «Дейзя» Ярополка Ласовського (1974).
Автор статей, присвячених творчості Максима Березовського, Миколи Леонтовича, Станіслава Людкевича, Юрія Богачевського та інших.
Учнем Юрія Оранського була піаністка Лідія Артимів.